# Рушевине старе цркве-Илиница
Рушевине старе цркве-Илиница се налазе у насељеном месту Јабука, на територији општине Зубин Поток, на Косову и Метохији, представљају непокретно културно добро као споменик културе.
Село се налази неколико километара од Зубиног Потока, чије прве помене налазимо у историјским изворима из средине 15. века. Гробље броји преко стотину надгробних споменика у виду монолитних надгробних плоча или камених крстача. На некима од њих сачувани су уклесани натписи из 19. века, мада је гробље свакако старије. Једнобродна гробљанска црква са тространом апсидом била је зидана од притесаног камена. Иако је мештани називају Илиница, непознате је посвете и данас је у рушевинама. Код рушевина цркве одржавају се заједнички сабори околних села.

## Основ за упис у регистар
Решење Покрајинског завода за заштиту споменика културе у Приштини, бр. 836 од 22. 11. 1967. Закон о заштити споменика културе (Сл. гласник СРС бр. 3/66).